# Pachycopsis malina
Pachycopsis malina är en fjärilsart som beskrevs av Butler 1881. Pachycopsis malina ingår i släktet Pachycopsis och familjen mätare. Inga underarter finns listade i Catalogue of Life.